# Maria no Oyuki
Maria no Oyuki (マリヤのお雪) è un film del 1935 diretto da Kenji Mizoguchi.
Il soggetto è basato su Palla di sego, celebre racconto di Guy de Maupassant che venne pubblicato nel 1880.

## Trama
Nel 1877, durante la Ribellione di Satsuma, le truppe governative riconquistano la cittadina di Hitoyoshi determinando un fuggi fuggi generale. Una ricca famiglia riesce a trovare una diligenza disponibile e parte così in tutta fretta. Sul mezzo viaggiano anche due giovani donne, Oyuki e Okin, individuate subito come due prostitute e per questo trattate come indegne e pregate anche di scendere. Il conduttore del mezzo, Gisuke, non permette però che le due ragazze scendano e così il viaggio dovrà procedere forzatamente tutti insieme. Lungo la strada viene caricato anche uno strano prete, quindi, per sfuggire ai pericoli dei combattimenti in corso nella zona, Gisuke è costretto ad andare a grande velocità incorrendo però in un incidente che costringe ad una sosta in mezzo alla campagna.
La riparazione va per le lunghe e i passeggeri, a terra, lamentano una certa fame. La giovane figlia della ricca famiglia sviene per la debolezza. La madre di questa si accorge che le due prostitute hanno delle provviste e offre ad Okin denaro e beni per avere qualcosa, ma la ragazza rifiuta, per le offese ricevute in precedenza. Dopo aver offerto il cibo ad un affaticato Gisuke, Oyuke si reca dagli altri passeggeri e divide con loro il proprio cibo. Questi le sono molto riconoscenti.
Lo strano prete, che non ha atteso la riparazione della diligenza ma ha proseguito a piedi, è stato catturato dagli uomini del generale Asakura e individuato come una spia al soldo di Satsuma. Le truppe catturano quindi tutti i passeggeri, potenziali sospetti, mentre la spia viene fatta giustiziare. Asakura sottolinea poi la codardia dei presenti per punire i quali prende con sé la giovane Ochie, figlia del dignitario. Un sacrificio che mette al sicuro tutti gli altri che dunque incoraggiano la giovane. Tutti tranne Okin che, capito il discorso, è pronta a sacrificarsi in cambio della ragazza. Asakura rifiuta lo scambio ma poi, quando a rivolgerglisi è Oyuki, che Asakura aveva notate pregare durante l'uccisione della spia, il generale accetta.
Asakura e Oyuki passano molto tempo insieme finché, all'alba, l'ordine di ritirata interrompe qualcosa che entrambi capiscono che avrebbe potuto portare a qualcosa di più serio tra i due. Di nuovo liberi, i passeggeri ripartono con la diligenza che li porta fino al traghetto che può portarli definitivamente in salvo. Salita la famiglia del dignitario, il traghettatore chiede cosa debba fare delle due prostitute, e nessuno mostra riconoscenza lasciando che le stesse non attraversino il mare.
Okin e Oyuki decidono allora di tornare a Hitoyoshi che ormai è una città abbandonata. La loro locanda è semidistrutta e soprattutto non c'è traccia di clienti. Nell'esercito messo in fuga c'è un generale ferito che, catturato, potrebbe fruttare molto denaro se offerto ai ribelli. Si tratta proprio di Asakura e le due donne inizialmente lo trattengono, poi Oyuki, in qualche modo innamorata, convince l'amica a liberarlo.

## Produzione
Il film fu prodotto dalla Daiichi.

## Distribuzione
Il film uscì in Giappone il 30 maggio 1935.
La Alive distribuì il film in Francia il 13 ottobre 1993.